# Campionats del món de ciclisme en ruta de 2019
Els Campionats del món de ciclisme en ruta de 2019 es disputaren del 22 al 29 de setembre de 2019 a Yorkshire, a Anglaterra.

## Programa de les proves
Tots els horaris que es mostren són per a l'hora local - UTC+01:00.
| Data                             | Horari                           | Horari                           | Prova                            | Localitat (sortida)              | Localitat (final)                | Distància                        | Voltes                           |
| Contrarellotge per equips mixtos | Contrarellotge per equips mixtos | Contrarellotge per equips mixtos | Contrarellotge per equips mixtos | Contrarellotge per equips mixtos | Contrarellotge per equips mixtos | Contrarellotge per equips mixtos | Contrarellotge per equips mixtos |
| -------------------------------- | -------------------------------- | -------------------------------- | -------------------------------- | -------------------------------- | -------------------------------- | -------------------------------- | -------------------------------- |
| 22 de setembre                   | 13:10                            | 15:37                            | Contrarellotge per equips mixtos | Harrogate                        | Harrogate                        | 27.6 km (17.1 mi)                | 2                                |
| Contrarellotge individual        |                                  |                                  |                                  |                                  |                                  |                                  |                                  |
| 23 de setembre                   | 10:10                            | 11:42                            | Contrarellotge femenina júnior   | Harrogate                        | Harrogate                        | 13.7 km (8.5 mi)                 | 1                                |
| 23 de setembre                   | 13:10                            | 16:41                            | Contrarellotge masculina júnior  | Harrogate                        | Harrogate                        | 27.6 km (17.1 mi)                | 2                                |
| 24 de setembre                   | 10:10                            | 12:29                            | Contrarellotge masculina sub-23  | Ripon                            | Harrogate                        | 30.3 km (18.8 mi)                | 1                                |
| 24 de setembre                   | 14:40                            | 16:48                            | Contrarellotge femenina          | Ripon                            | Harrogate                        | 30.3 km (18.8 mi)                | 1                                |
| 25 de setembre                   | 13:10                            | 15:48                            | Contrarellotge masculina         | Northallerton                    | Harrogate                        | 54 km (34 mi)                    | N/D                              |
| Cursa en línia                   |                                  |                                  |                                  |                                  |                                  |                                  |                                  |
| 26 de setembre                   | 12:10                            | 15:48                            | Cursa en línia masculina júnior  | Richmond                         | Harrogate                        | 148.1 km (92.0 mi)               | 3                                |
| 27 de setembre                   | 08:40                            | 11:19                            | Cursa en línia femenina júnior   | Doncaster                        | Harrogate                        | 86 km (53 mi)                    | N/D                              |
| 27 de setembre                   | 14:10                            | 19:06                            | Cursa en línia masculina sub-23  | Doncaster                        | Harrogate                        | 171.6 km (106.6 mi)              | 2                                |
| 28 de setembre                   | 11:40                            | 15:47                            | Cursa en línia femenina          | Bradford                         | Harrogate                        | 149.4 km (92.8 mi)               | 3                                |
| 29 de setembre                   | 08:40                            | 15:40                            | Cursa en línia masculina         | Leeds                            | Harrogate                        | 280 km (170 mi)                  | 7                                |

## Resultats

### Proves professionals
| Prova                                    | Or                                                                                             | Or            | Plata                                                                                      | Plata       | Bronze                                                                                              | Bronze      |
| Proves masculines professionals          |                                                                                                |               |                                                                                            |             | |             |
| Cursa en línia masculina detalls         | Mads Pedersen (DEN)                                                                            | 6h 27' 28"    | Matteo Trentin (ITA)                                                                       | + 0"        | Stefan Küng (SUI)                                                                                   | + 2"        |
| Contrarellotge masculina detalls         | Rohan Dennis (AUS)                                                                             | 1h 05' 05.35" | Remco Evenepoel (BEL)                                                                      | + 1' 08.93" | Filippo Ganna (ITA)                                                                                 | + 1' 55.00" |
| Proves femenines elit                    |                                                                                                |               |                                                                                            |             | |             |
| Cursa en línia femenina detalls          | Annemiek van Vleuten (NED)                                                                     | 4h 06' 05"    | Anna van der Breggen (NED)                                                                 | + 2' 15"    | Amanda Spratt (AUS)                                                                                 | + 2' 28"    |
| Contrarellotge femenina detalls          | Chloé Dygert Owen (EUA)                                                                        | 42' 11.57"    | Anna van der Breggen (NED)                                                                 | + 1' 32.35" | Annemiek van Vleuten (NED)                                                                          | + 1' 52.66" |
| Proves mixtes                            |                                                                                                |               |                                                                                            |             | |             |
| Contrarellotge per equips mixtos detalls | Països Baixos                                                                                  | 38' 27.60"    | Alemanya                                                                                   | + 22.75"    | Regne Unit                                                                                          | + 51.27"    |
| Contrarellotge per equips mixtos detalls | - Lucinda Brand - Riejanne Markus - Amy Pieters - Koen Bouwman - Bauke Mollema - Jos van Emden | 38' 27.60"    | - Lisa Brennauer - Lisa Klein - Mieke Kröger - Tony Martin - Nils Politt - Jasha Sütterlin | + 22.75"    | - Lauren Dolan - Anna Henderson - Joscelin Lowden - John Archibald - Daniel Bigham - Harry Tanfield | + 51.27"    |

### Proves sub-23
| Prova                                   | Or                        | Or         | Plata                  | Plata    | Bronze                | Bronze   |
| Proves sub-23                           |                           |            |                        |          |                       |          |
| Cursa en línia masculina sub-23 detalls | Samuele Battistella (ITA) | 3h 53' 52" | Stefan Bissegger (SUI) | + 0"     | Tom Pidcock (GBR)     | + 0"     |
| Contrarellotge masculina sub-23 detalls | Mikkel Bjerg (DEN)        | 40' 20.42" | Ian Garrison (EUA)     | + 26.45" | Brandon McNulty (EUA) | + 27.69" |

### Proves júniors
| Prova                                   | Or                   | Or         | Plata                    | Plata   | Bronze                 | Bronze   |
| Proves masculines júniors               |                      |            |                          |         |                        |          |
| Cursa en línia masculina júnior detalls | Quinn Simmons (EUA)  | 3h 38' 04" | Alessio Martinelli (ITA) | + 56"   | Magnus Sheffield (EUA) | + 1' 33" |
| Contrarellotge masculina júnior detalls | Antonio Tiberi (ITA) | 38' 28.25" | Enzo Leijnse (NED)       | + 7.79" | Marco Brenner (GER)    | + 12.62" |
| Proves femenines júniors                |                      |            |                          |         |                        |          |
| Cursa en línia femenina júnior detalls  | Megan Jastrab (EUA)  | 2h 08' 00" | Julie de Wilde (BEL)     | + 0"    | Lieke Nooijen (NED)    | + 0"     |
| Contrarellotge femenina júnior detalls  | Aigul Gareeva (RUS)  | 22' 16.23" | Shirin van Anrooij (NED) | + 3.61" | Elynor Bäckstedt (GBR) | + 10.93" |

## Medaller
| Posició | País          | Or | Plata | Bronze | Total |
| 1       | Estats Units  | 3  | 1     | 2      | 6     |
| 2       | Països Baixos | 2  | 4     | 2      | 8     |
| 3       | Itàlia        | 2  | 2     | 1      | 5     |
| 4       | Dinamarca     | 2  | 0     | 0      | 2     |
| 5       | Austràlia     | 1  | 0     | 1      | 2     |
| 6       | Rússia        | 1  | 0     | 0      | 1     |
| 7       | Bèlgica       | 0  | 2     | 0      | 2     |
| 8       | Alemanya      | 0  | 1     | 1      | 2     |
| 8       | Suïssa        | 0  | 1     | 1      | 2     |
| 10      | Regne Unit    | 0  | 0     | 3      | 3     |
| Total   | Total         | 11 | 11    | 11     | 33    |